# Schizotaenia quadrisulcatus
Schizotaenia quadrisulcatus är en mångfotingart som först beskrevs av Carl Oscar von Porat 1894.  Schizotaenia quadrisulcatus ingår i släktet Schizotaenia och familjen storjordkrypare.
Artens utbredningsområde är Kamerun. Inga underarter finns listade i Catalogue of Life.